# 臨床開発部門
臨床開発部門（りんしょうかいはつぶもん）とは、製薬企業における研究・開発・販売のサプライチェーンのうち、開発に属する。研究部門が医薬品候補化合物を探索し、続く開発部門が臨床試験により、有効性と安全性のデータを収集し、厚生労働省の認可をとり、化合物から医薬品へと完成させる。この際、臨床試験（治験）を遂行する部門が臨床開発部門である。販売部門はその後、医薬品の情報提供活動（MRが務める）を中心に普及に努める。